# Eddie Tolan
Thomas Edward (Eddie) Tolan (Denver, 29 september 1908 – Detroit, 30 januari 1967/31 januari 1967) was een Amerikaanse atleet, die gespecialiseerd was in de sprint. Hij werd meervoudig Amerikaans kampioen in deze discipline. Ook was hij de eerste Afro-Amerikaanse atleet die de titel "'s-werelds snelste mens" verwierf door gouden medailles op de twee sprintafstanden te winnen op de Olympische Spelen. Daarnaast kreeg hij de bijnaam "The Midnight Express." In zijn atletiekcarrière liep hij 300 wedstrijden, waarvan hij er slechts zeven verloor.

## Biografie
Achtereenvolgens studeerde Tolan aan de Detroit's Cass Tech High School (1929) en de Universiteit van Michigan (1931). Tijdens zijn schooltijd leek moeder natuur hem aanvankelijk stiefmoederlijk te behandelen. Al jong werd Eddie Tolan brildragend en hij bleef lang klein, terwijl hij al zijn klasgenoten de hoogte in zag schieten. Een plaats in de sprintploeg van de school kreeg hij niet, want "hij was immers veel te klein om hard te lopen." Tolan ergerde zich hier mateloos aan en zwoer, dat hij het ze ooit zou laten zien. En hij liet het ze zien. In 1929 behaalde hij zijn eerste succes met het winnen van de 100 en 220 yd bij de Amerikaanse kampioenschappen. Dat jaar verbeterde hij ook het wereldrecord op de 100 yd tot 9,5 s. Als student van de Universiteit van Michigan won hij in 1932 de 220 yd bij de NCAA-kampioenschappen.
In datzelfde jaar leverde Eddie Tolan de grootste prestatie van zijn sportieve loopbaan. Op de Olympische Spelen van 1932 in Los Angeles nam hij deel aan de 100 en de 200 m. Op de 100 m won hij een gouden medaille met een evenaring van het wereldrecord van 10,3. Hij versloeg met een fotofinish zijn landgenoot Ralph Metcalfe, die dezelfde tijd kreeg toegewezen, maar die drie centimeter na Tolan de finishlijn was gepasseerd, zoals de foto uitwees. De Duitser Arthur Jonath kwam als derde over de finish in 10,4.
Op de 200 m verbeterde Tolan het olympisch record tot 21,2 en bleef hiermee zijn landgenoten George Simpson (zilver; 21,4) en opnieuw Ralph Metcalfe (brons; 21,5) voor. Deze laatste, favoriet voor de eindzege op deze afstand, verbaasde zich erover niet verder te zijn gekomen dan de derde plaats. Pas later werd duidelijk waarom. De wedstrijdleiding had Metcalfe abusievelijk van een estafettepunt van start laten gaan, waardoor hij twee meter extra had moeten afleggen. Toen deze blunder via foto's werd ontdekt, waren de medailles echter al uitgereikt. Een nieuwe race bleef achterwege. Metcalfe legde zich neer bij het onvermijdelijke en protesteerde niet. "Dan had ik maar beter op moeten letten", was diens reactie.
Overigens is Eddie Tolan altijd betrekkelijk klein van stuk gebleven. Zijn tegenstander Ralphe Metcalfe was bijvoorbeeld flink wat langer en zwaarder. Wat verslaggever Jacques Goddet, aanwezig in Los Angeles, bij het zien van de 100 m finale tussen die twee de ontboezeming ontlokte "dat ik de stijl van Metcalfe veruit verkies boven die van Tolan, hoewel Tolan beslist altijd regelmatiger loopt dan zijn rivaal Metcalfe. Het is een grote, zeer goedgebouwde vent. Tolan is een rond propje, die de indruk wekt eerder te rollen dan te rennen. Al rolt hij wel heel vriendelijk..."
Eddie Tolan werd hierna werkzaam als vaudevillian en onderwijzer. Hij stierf op 58-jarige leeftijd aan een hartaanval. Hij was de oom van basebalspeler Bobby Tolan.

## Titels
- Olympisch kampioen 100 m - 1932
- Olympisch kampioen 200 m - 1932
- Amerikaans kampioen 100 yd - 1929, 1930
- Amerikaans kampioen 220 yd - 1929, 1931
- IC4A kampioen 220 yd - 1931
- NCAA kampioen 220 yd - 1932

## Records
- Wereldrecord: 100 yd - 9,5 (25 mei 1929)
- Wereldrecord: 100 m - 10,3 (1 augustus 1932)
- Olympisch record: 200 m - 21,2

1896: Thomas Burke ·
1900: Francis Jarvis ·
1904: Archie Hahn ·
1908: Reggie Walker ·
1912: Ralph Craig ·
1920: Charley Paddock ·
1924: Harold Abrahams ·
1928: Percy Williams ·
1932: Eddie Tolan ·
1936: Jesse Owens ·
1948: Harrison Dillard ·
1952: Lindy Remigino ·
1956: Bobby Morrow ·
1960: Armin Hary ·
1964: Bob Hayes ·
1968: Jim Hines ·
1972: Valeri Borzov ·
1976: Hasely Crawford ·
1980: Allan Wells ·
1984: Carl Lewis ·
1988: Carl Lewis ·
1992: Linford Christie ·
1996: Donovan Bailey ·
2000: Maurice Green ·
2004: Justin Gatlin ·
2008: Usain Bolt ·
2012: Usain Bolt ·
2016: Usain Bolt ·
2020: Marcell Jacobs ·
2024: Noah Lyles
1900: John Tewksbury ·
1904: Archie Hahn ·
1908: Bobby Kerr ·
1912: Ralph Craig ·
1920: Allen Woodring ·
1924: Jackson Scholz ·
1928: Percy Williams ·
1932: Eddie Tolan ·
1936: Jesse Owens ·
1948: Mel Patton ·
1952: Andy Stanfield ·
1956: Bobby Morrow ·
1960: Livio Berruti ·
1964: Henry Carr ·
1968: Tommie Smith ·
1972: Valeri Borzov ·
1976: Don Quarrie ·
1980: Pietro Mennea ·
1984: Carl Lewis ·
1988: Joe DeLoach ·
1992: Mike Marsh ·
1996: Michael Johnson ·
2000: Konstantinos Kenteris ·
2004: Shawn Crawford ·
2008: Usain Bolt ·
2012: Usain Bolt ·
2016: Usain Bolt ·
2020: Andre De Grasse ·
2024: Letsile Tebogo
- Gemeinsame Normdatei: 1050554698
- International Standard Name Identifier: 0000 0004 3429 377X
- SNAC: w68n24gj
- Virtual International Authority File: 308694806
- WorldCat: E39PBJfMpD9qjfMR7mYCgWJ7HC